# Controverse sur les rapports entre race et intelligence
Pour un article plus général, voir Intelligence humaine.
 (février 2018).
- Si vous ne connaissez pas le sujet, laissez ce bandeau (vous pouvez alors contacter les auteurs).
- Si vous supprimez le contenu mis en cause (vous pouvez préalablement contacter les auteurs),

argumentez précisément cette suppression dans la page de discussion
(un manque de référence n'est pas un argument ; une recherche réelle de référence doit avoir été effectuée, être formellement documentée).
La relation entre les notions de race et d'intelligence a été l'objet de recherches et de débats dans la recherche scientifique et la vulgarisation depuis le début du XXe siècle et l'invention des tests de quotient intellectuel. À l'époque des grandes explorations, l'idée de différences naturelles d’intelligence entre les groupes humains était répandue.
De nos jours, l'interprétation de ce que mesure le QI est controversé, et il n'y a pas de définition acceptée de ce que serait une race ; le sujet du lien entre les deux est idéologique : il ne s'appuie sur aucune base scientifique, et est donc extrêmement polémique.
L'étude de ce sujet s'inscrit dans différents champs disciplinaires, notamment la psychologie, l'anthropologie, la biologie et la sociologie[réf. nécessaire].

## Controverse sur les frontières génétiques entre groupes humains
Dans les faits, il n’existe pas de rupture génétique complète entre les groupes biologiques humains actuellement présents sur Terre. La génétique permet de distinguer des groupes biologiques, cependant, la notion de « races humaines » est rejetée par la communauté scientifique, le problème taxinomique de l’existence ou de la non-existence de races au sein de l'humanité est un sujet de polémique scientifique. Le discours universitaire sur les différences biologiques au sein de l’humanité a évolué. Pendant les décennies qui ont suivi la seconde guerre mondiale, en réaction à l’exacerbation de la notion de race par les nazis, l’existence de races ou de groupes biologiques au sein de l'humanité a été fortement remise en question. Les travaux de l'ethnologue Claude Lévi-Strauss, par exemple, insistaient beaucoup sur l'idée que les ethnies humaines se distinguaient par la culture et non par la biologie. Le biologiste moléculaire et généticien Bertrand Jordan, considère que la notion de race est une construction sociale, et non un état de fait biologique.
Actuellement, l'existence de « races » est un concept largement réfuté en anthropologie et en biologie en Europe de l'Ouest et aux États-Unis. Les principales explications de ces réfutations à l'heure actuelle dans ces domaines proviennent de raisons historiques, politiques,. Le concept est toujours majoritairement accepté et employé en Chine — où les scientifiques semblent être même « encouragés » à l'utiliser à la fois dans les discours public et scientifique — ainsi qu'en Europe de l'Est.

### Défense du concept
En juin 2009, une analyse des données issues des génomes SNP de l'International HapMap Project a été publiée qui porte sur l'étude de 53 populations. Selon cette étude, les populations comprenaient trois groupes génétiques fortement distincts : les Africains, les Eurasiens, et les Asiatiques de l'est,,.

Depuis les années 2000 et 2010, tout en prévenant qu'elles ne rendent pas compte de manière convenable de la diversité de l'espèce humaine, des études sur la génétique humaine affirment qu'il est possible de distinguer des groupes biologiques au sein de l'humanité. L'introduction d'un article du magazine La Recherche, de 2004 résume ainsi la situation dans l'introduction d'un article traduit de « Race: a genetic melting-pot », paru originellement en 2003 dans Nature :  
« Contrairement à l'idée défendue depuis le milieu du XXe siècle, on peut définir scientifiquement des races dans l’espèce humaine. La connaissance du génome humain permet en effet de regrouper les personnes selon les zones géographiques d’où elles sont issues. En revanche, les usages que l’on prétend faire en médecine d’une classification raciale sont sujets à caution ».
Bruce Lahn, un généticien de l'université de Chicago qui a effectué des recherches dans le domaine de la génétique humaine a publié dans la revue scientifique Nature une demande de reconnaissance de la diversité génétique qui existe au sein de l'espèce humaine, à l'intérieur des groupes et entre les groupes, selon lui l'affirmation de l’homogénéité génétique de tous les humains est une erreur scientifique.
Des milliers de variants génétiques ont été démontrées comme étant associées à l'intelligence. Différents groupes raciaux ont des scores polygéniques différents pour ces variants,,. Cependant, il n'est pas clair que ces différences ont émergé en raison de la sélection naturelle.

### Réfutation du concept
Cependant, la pertinence du concept est remise en cause en biologie, au profit d'autres outils comme la variabilité génétique ou l’analyse génomique individuelle.

Également, la notion de « race » définie comme « population génétiquement distincte » de par la présence de « barrières nettes » entre ces populations, une des définitions du concept usée par Templeton, ne semble pas correctement représenter la diversité génétique humaine. En effet, il est, selon lui :
« essentiel de noter que la différenciation génétique seule est insuffisante pour définir une sous-espèce ou une race sous l'une ou l'autre de ces définitions de la race. Les deux définitions exigent que la différenciation génétique existe à travers des limites précises et non pas comme des changements progressifs, avec des frontières reflétant les divisions historiques. [...] Par conséquent, la différenciation génétique est nécessaire mais pas suffisante pour déduire une race. Les populations humaines montrent certainement des différences génétiques à travers l'espace géographique, mais cela ne signifie pas nécessairement que les races existent chez les humains ».
Or, même en usant de plus de 10 000 locus, la classification des populations humaines (Africains sub-saharien, Européens, et Asiatiques d’Extrême-Orient) qui atteint une précision proche de 100 %, devient après l'ajout de populations intermédiaires alors plus arbitraire, la diversité génétique humaine décrivant plus un continuum que des groupes séparés clairement identifiables. Selon Rosenberg et son équipe de chercheurs, ce continuum n'est cependant pas ininterrompu et présente des brisures de la distance génétique en corrélation avec les frontières géographiques comme les océans, l'Himalaya et le Sahara, qui peuvent servir de base pour identifier des « noyaux » correspondant aux régions géographiques. La notion, lorsqu'elle se base sur l'identification de « populations génétiquement distinctes » de par la présences de « barrières nettes » entre ces mêmes populations, rend alors peu compte d'une réelle représentation de la diversité génétique humaine,. 
« Les études d'ADN n'indiquent pas qu'il existe des sous-espèces classifiables distinctes (races) chez les humains modernes. Alors que différents gènes pour les traits physiques tels que la couleur de la peau et des cheveux peuvent être identifiés entre les individus, aucun modèle cohérent de gènes à travers le génome humain n'existe pour distinguer une race d'une autre. Il n'y a pas non plus de base génétique pour les divisions de l'ethnicité humaine. » - Human Genome Project, affirmation possiblement véritable pour la notion de « race » lorsqu'elle correspond à des « populations génétiquement distinctes, séparées par des barrières nettes ».

## Histoire de la polémique à propos du quotient intellectuel et des groupes ethniques
Les premiers tests montrant des différences de quotient intellectuel entre les différents groupes ethniques aux États-Unis ont été les tests des recrutements de l'armée américaine au cours de la Première Guerre mondiale. Dans les années 1920, des groupes de lobbyistes eugénistes ont soutenu que ces résultats démontraient que les Afro-Américains et certains groupes d'immigrants étaient intellectuellement inférieurs aux Européens anglo-saxons en raison de différences biologiques qui auraient été innées ; les résultats des tests d'intelligence ont donc été utilisés comme un argument pour les politiques de ségrégation raciale. Par la suite, d'autres études ont paru, contestant ces conclusions et arguant plutôt que les tests de l'armée n'avaient pas été correctement contrôlés des effets de biais statistiques liés à des facteurs environnementaux tels que les différences socioéconomiques et éducatives entre les Afro-Américains et les Euro-américains.
Le débat reprit en 1969, lorsque Arthur Jensen affirma que pour des raisons génétiques, les Afro-américains étaient moins intelligents que les Blancs et que les tentatives d'amélioration des conditions socio-économiques des Noirs grâce à l'éducation des enfants afro-américains était donc vouées à être inefficaces. Ces affirmations provoquèrent un tollé non seulement en raison de leurs implications racialistes, mais aussi parce que pour les produire, Jensen avait entre autres transposé à l'être humain un outil statistique utilisé en sélection génétique, l'héritabilité, sans en comprendre le sens, ni les limites de son emploi, puisque cet outil ne permet pas des comparaisons entre deux populations ayant des environnements différents.
Les études sur les différences de QI entre les groupes humains font l'objet de débats virulents en raison notamment du risque qu'elles peuvent représenter en donnant une base scientifique au racisme.
Le QI a en effet été instrumentalisé pour étayer des propositions élitistes, eugénistes. Au cours du XXe siècle, des groupes de personnes ont par exemple été soumis à un programme de stérilisations contraintes à la suite de mauvais résultats à des tests de QI. Par exemple au Canada consécutivement à la loi Sexual Sterilization Act of Alberta (en) (1928).

## Médiatisation du sujet et point de vue des spécialistes
Une enquête d'opinion sur le sujet a été réalisée en 2016 auprès de 71 universitaires spécialistes du quotient intellectuel et des capacités cognitives. Les scientifiques ont répondu à plusieurs questions concernant les causes des écarts de quotient intellectuel mesuré dans le monde. Les résultats de cette enquête montrent que 21,64 % des spécialistes pensaient que l'éducation était la cause principale des différences de quotient intellectuel moyen à travers le monde, tandis que 17 % des interrogés considéraient que la génétique était le facteur principal expliquant ces différences, et 10,88 % pensaient que c'était la santé. Cependant, même parmi les scientifiques qui considéraient que l'éducation ou la santé étaient les causes principales des écarts mesurés, très peu considéraient que la génétique n'avait aucune influence, seulement 5 des 71 experts (7 %) qui ont répondu pensaient que les gènes ne jouaient pas de rôle dans ces écarts. Environ 90 % des experts interrogés croyaient que les gènes avaient au moins une certaine influence sur les différences internationales de quotient intellectuel, même si, d'après cette enquête, l'importance du facteur environnemental est également importante, notamment l'influence de l'éducation ou de la santé.
Dans une tribune en l'honneur de Darwin parue dans Nature, deux chercheurs (en réponse à un papier plaidant l'inanité des recherches sur des liens entre intelligence, sexe et QI) argue de l'importance prise par les perceptions subjectives de l'intention des scientifiques qui semblent déterminer l'acceptabilité d'une étude en dépit de son intérêt strictement scientifique. Ainsi le travail est selon eux célébré s'il promeut et donne une image positive de groupes sous-représentés (comme les femmes ou les minorités dans le cadre de la recherche en médecine personnalisée), mais les travaux sont rejetés et les auteurs injuriés si les travaux sont perçus comme donnant une base scientifique à des discriminations sexistes ou racistes notamment dans le domaine de l'intelligence. Les auteurs concluent en rappelant que « lorsque les scientifiques sont réduits au silence par des collègues, des administrateurs, des éditeurs ou des financeurs qui pensent que simplement poser certaines questions est inapproprié, cela commence à ressembler à une religion plutôt qu'à la science ».

## Déterminisme supposé et différences

### Différences de réussite scolaire entre groupes ethniques aux États-Unis
Dans le système scolaire américain, il est constaté depuis des années que les groupes ethniques affichent des différences de réussite scolaire importantes, les asiatiques affichent en moyenne des résultats scolaires plus élevés que la moyenne des euro-américains qui eux-mêmes affichent des résultats scolaires plus élevés que les hispaniques et les afro-américains,,. Les universitaires américains ont insisté sur le rôle primordial de l’environnement socioculturel dans lequel l'enfant évolue et de l'éducation reçue durant l'enfance pour expliquer ces écarts, l'importance de la perception des stéréotypes positifs ou négatifs a été soulignée comme cause de ces différences de réussite. Pour pallier ces différences, les États-Unis ont mis en place l'affirmative action, le but étant que chaque groupe atteigne une « masse critique » dans les cursus universitaires.
Le système scolaire américain a mis en place depuis de nombreuses années des programmes scolaires spéciaux pour les enfants surdoués. Ces enfants sont regroupés en classes spéciales avec des programmes et des activités adaptés ainsi qu'un suivi spécifique. Or on constate que dans ces classes regroupant les enfants surdoués, les enfants noirs et hispaniques sont sous représentés par rapport à leur proportion dans la population américaine, tandis que les enfants asiatiques américains sont surreprésentés dans ces classes de surdoués,. Ainsi en 2006, 8 % des enfants blancs scolarisés dans les écoles publiques primaires et secondaires étaient considérés comme surdoués, tandis que 3,6 % des enfants noirs scolarisés dans les écoles publiques primaires et secondaires étaient comptabilisés comme surdoués, la proportion des enfants asiatiques surdoués étant de 13,1 %,. Certains spécialistes mettent en cause des biais statistiques du fait que des stéréotypes positifs favorisent les enfants asiatiques tandis que des stéréotypes négatifs pénalisent les enfants afro-américains et hispaniques. Là encore, ces données ont été utilisées pour tenter de donner du crédit à l'idée d'une hypothétique différence d’intelligence entre groupes humains.

### Adoptions interethniques
Dans une étude publiée en 1976 intitulée « Minnesota Transracial Adoption Study », les psychologues américains Sandra Scarr et Richard A. Weinberg (en) ont mesuré le quotient intellectuel de 265 enfants de différents groupes ethniques adoptés par des familles blanches de classe moyenne recrutés sur tout le territoire américain et suivis pendant plusieurs années. Les résultats de cette étude indiquaient que le quotient intellectuel moyen était différent selon les origines ethniques des enfants, malgré un environnement apparemment uniforme. Les enfants afro-américains adoptés présentaient des quotients intellectuels plus faibles que les euro-américains adoptés. Certains scientifiques ont vu dans ces différences de QI entre enfants adoptés une preuve empirique de différences d’intelligence entre groupes humains d'origine biologique. Pour certains psychologues, des facteurs socioculturels et socio-psychologiques expliquent ces écarts de QI moyen entre des groupes ethniques. Ainsi, des stéréotypes négatifs ou positifs reçus dans l'éducation des enfants adoptés peuvent expliquer les différences. Cependant, Sandra Scarr, l'un des deux scientifiques à l'origine de l'étude sur les adoptions interethniques du Minnesota, est l'un des 52 scientifiques signataires du « Mainstream Science on Intelligence », une tribune publiée dans le Wall Street Journal, qui affirmait que des différences d’intelligence d'origine génétique existaient entre les ethnies. Cette tribune fut à l'origine de vives polémiques scientifiques.
En 1989, une étude a été menée pour mesurer le quotient intellectuel d'enfants coréens adoptés par des familles belges. Ces enfants présentaient un QI moyen de 119. Après correction des effets de variation liés au revenu des parents, le QI des enfants coréens adoptés était encore de dix points plus élevé que le QI moyen des enfants belges d'ascendance européenne.
Les données sur les enfants adoptés en France montrent que parmi les enfants adoptés de différentes origines, la proportion de bacheliers change selon l’origine géographique : ainsi 80 % des enfants adoptés d’origine asiatique étaient bacheliers contre 54 % pour les enfants adoptés originaires de France et 43 % pour les enfants adoptés originaires d'Afrique ou d'Amérique Latine. La répartition des âges au moment où les enfants ont été adoptés, qui est globalement la même selon la région d'origine des enfants, ne peut pas expliquer les différences entre les enfants originaires d'Asie et les autres pays d’origine : 40 % à 55 % des enfants, quelle que soit leur région d'origine, ont été adoptés avant l’âge de 1 an et 25 % à 30 % entre 1 et 3 ans. Là encore, le rôle de potentiels stéréotypes positifs à propos des enfants asiatiques a été mis en cause pour expliquer ces différences.

### The Bell Curve
Les débats sur les « races » et les différences entre les QI ont été particulièrement virulents aux États-Unis après la publication en 1994 du livre The Bell Curve de Richard J. Herrnstein et Charles Murray. Les auteurs y commentent les différences de QI entre groupes ethniques aux États-Unis où les minorités noires ont des scores plus faibles que les Euro-Américains, eux-mêmes ayant des scores plus faibles que les minorités asiatiques et ashkénazes, ce qui a des implications politiques et idéologiques importantes. À la suite de la parution de ce livre, certains spécialistes ont avancé des explications qualifiées de racistes par d'autres spécialistes. L'Association Américaine de Psychologie et le Conseil national des affaires scientifiques américains ont commandé un rapport d'experts indépendants pour faire le point sur la question.

### Mainstream Science on Intelligence
En décembre 1994, face aux critiques faites à The Bell Curve paraît une tribune dans le Wall Street Journal intitulée Mainstream Science on Intelligence. Ce texte rédigé par une psychologue a été signé par 52 des 121 universitaires auxquels il a été proposé. Il prétend exposer les détails des connaissances sur le sujet, ainsi que les questions non résolues scientifiquement à cette date. Les spécialistes signataires de cette tribune défendaient l'idée que les différences de QI entre les groupes seraient d'origine biologique comme l'affirmait Murray et Richard Herrnstein dans le livre The Bell Curve,.
Selon cette tribune, on peut trouver des membres de tout groupe ethnique à n'importe quel niveau de QI. Cependant, le QI moyen aux États-Unis varierait d'un groupe ethnique à un autre. Le QI moyen serait au dessus de 100 pour les Asiatiques de l'Est et les Juifs bien qu'à un niveau non déterminé avec certitude, de 100 pour les Blancs, à mi-chemin entre 100 et 85 pour les Hispaniques, et de 85 pour les Afro-Américains. Toujours selon cet article, il n'y aurait aucune évidence statistique montrant une convergence du QI moyen entre les différents groupes raciaux-ethniques. Il n'y aurait pas non plus de raison clairement établie expliquant ces différences de QI entre groupes ethniques, et aussi bien l'environnement socio-économique que l'héritage génétique pourraient en être la cause. Alors que l'environnement est censé jouer un rôle dans les scores de QI, aussi bien chez les Noirs que chez les Blancs, le QI moyen d'un Noir issu d'une famille aisée ne serait selon ces auteurs pas supérieur à celui d'un Blanc issu d'une famille défavorisée.[pertinence contestée]
Cette tribune a été vivement critiquée, tout comme les thèses défendues dans le livre The Bell Curve. Une partie des universitaires américains n'étaient pas d'accord avec ces thèses jugées « racistes et nauséabondes »[réf. nécessaire]. Les anthropologues défendant l'idée de l'existence de différences raciales dans l’intelligence étaient minoritaires depuis la fin du XXe siècle.

### Rapport de l'Association américaine de psychologie
L'Association américaine de psychologie, dont un groupe de travail a rédigé la tribune  Mainstream Science on Intelligence dresse deux ans plus tard un état des lieux sur les notions d'intelligence et de QI, et une compilation des chiffres de QI par groupe ethniques reprenant globalement les mêmes sources. Elle note toutefois que l'écart historique de 15 points entre Blancs et Noirs aux tests de fins d'études s'est considérablement réduit, et s'interroge sur la possibilité d'une baisse corrélée des écarts de QI. Elle conclut à la nécessité de faire des recherches complémentaires,.

## Effets environnementaux et ré-équilibration

### Éducation et ré-équilibration

#### Adoption inter-ethnique revisitée
Malgré les différences de QI montrées lors des expériences menées par l'étude Minnesota Transracial Adoption Study (en) (1976), des études plus récentes ont été effectuées par Dalen & al. en 2008, Lindblad & al. en 2009 et Loman & al. 2009. Elles ont montré respectivement des différences de 1,5 entre conscrits d'origine coréenne élevés par des parents suédois et la moyenne des conscrits de parents biologiques suédois, et une différence de 6,2 points entre enfants suédois adoptés par des parents suédois et des enfants coréens eux aussi adoptés. Des ré-équilibrations de différentes études d'adoption dont l'étude « Minnesota transracial adoptees » prenant en compte l'attrition[pas clair] et l'effet Flynn montrent ainsi une ré-équilibration des scores de QI comparé aux résultats menés par la précédente étude avec une différence entre enfants blancs et noirs qui oscille entre 5,2 et 11.7 points. Étant donné le nombre d'autres causes qui pourrait entrer en compte, l'auteur soutient une hypothèse nulle, c'est-à-dire que « les adoptés d'Asie de l'Est, de Blancs et de Noirs élevés dans le même environnement auraient un QI similaire », ce qui suggère « un rôle minimal des gènes dans les différences de QI racial ».

#### Différences de réussite scolaire
Roland Fryer & Steven Levitt en 2004 ont tenté d'identifier les variables expliquant le fossé des scores au SAT (étant l'épreuve en fin de secondaire américain, corrélée positivement aux scores de QI) en analysant un échantillon de 20 000 enfants âgés de 5  et   6 ans. En contrôlant de nombreux facteurs socio-économiques, en tenant compte d'un grand nombre de variables de contrôle comme l'âge des parents, le nombre de livres à la maison, le poids à la naissance, la participation à la nutrition WIC (Special Supplemental Nutrition Program for Women, Infants, and Children), le nombre de fessées, le niveau de sécurité de la zone résidentielle, etc. Les auteurs ont ainsi montré que l'écart entre les enfants noirs et les enfants blancs en prenant en compte ces biais environnementaux se rééquilibrent, leur ethnie n'ayant pas d'impact causal sur le score au SAT.
Également, les scores au GCSE (étant l'épreuve en fin de secondaire britannique, aussi corrélée positivement aux scores de QI) relevés en 2009, 2010 et 2011, montrent que les élèves noirs réussissaient mieux à l'épreuve que les élèves blancs et asiatiques, et que les élèves blancs britanniques réussissaient mieux que les élèves blancs ibériques.
Enfin, plusieurs études tentent à prouver la causalité entre le travail fourni et les conditions d'éducation à l'école, ainsi que l'augmentation ou la baisse des scores de QI, causalité pouvant s'avérer véritable de par une augmentation des scores de QI de 2  à   10 points par année d'étude franchie, et une baisse de ces mêmes points par une mauvaise condition d'éducation ou un abandon des études, montrant que les différences moyens de QI entre les élèves de différentes ethnies proviendraient de leur éducation,,.

### Culture et ré-équilibration
La culture, et plus précisément l'acculturation et l'influence de culture promouvant ou ne promouvant pas de grandes performances dans les aptitudes logiques (comme le dilemme entre confucianisme/bouddhisme chinois et la culture populaire américaine[précision nécessaire]) peuvent expliquer les différences de performance logique lors des tests de QI entre populations de différentes ethnies. En 1971, Mercer a classé les scores de QI pour les enfants mexicains et afro-américains selon le niveau d'acculturation et d'influence culturelle. Entre les niveaux les plus élevés d'acculturation et d'influence culturelle, les enfants mexicains ont montré une différence d'environ 20 points (84,5 à 104,4) et les enfants afro-américains ont aussi montré une différence d'environ 20 points (82,7 à 99,5), les différences de QI moyen entre les populations tendant alors à se rééquilibrer lorsque les niveaux d'acculturation et d'influence culturelle augmentent.
Pour certains chercheurs, les tests de QI sont biaisés culturellement, de par des paternes pouvant être difficiles à résoudre à cause de perception logique ou de niveaux de langue différents car influencés par la culture des personnes testées ; d'où l'invention de tests de QI culture-fair. Joseph F. Fagan et Cynthia R. Holland ont alors voulu tester, en 2008, la fiabilité d'un de ces tests (en étudiant la corrélation de ces tests aux succès scolaires) et les résultats sur les scores moyens des minorités. Ils ont alors trouvé que ces tests étaient bien corrélés positivement aux succès scolaires et qu'aucune différence significative de QI ne fut trouvée entre les QI moyens des minorités étudiées, montrant que les différences de QI moyens entre les populations mesurées par les tests non-culture-fair proviendraient de leurs différences culturelles.

### Contexte socio-économique et ré-équilibration
Le contexte socio-économique peut aussi expliquer les différences de performance logique lors des tests de QI entre populations d’ethnies différentes. En 2015, Sophie von Stumm et Robert Plomin, ont tenté de mesurer l’influence du contexte socio-économique sur le QI, et ont montré une corrélation significative de celui-ci (de 40 % en moyenne à 70 %) avec une augmentation des différences de QI avec l'âge alors que les différences de contexte socio-économique ne changent pas entre les jumeaux-parfaits (supposés avoir le même ADN) testés (avec des différences de QI de 6 points à l'âge de 2 ans allant jusqu'à 17 points de différence à l'âge de 16 ans ; les enfants élevés dans des contextes socio-économiques hauts passant de 99 points de QI à 103 points de QI, contrairement aux enfants élevés dans des contextes socio-économiques bas passant de 93 points de QI à 87 points de QI). Une expérience similaire a été effectuée quelques années auparavant, en 1989, par Christiane Capron et Michel Duyme, et a montré approximativement les mêmes résultats, impliquant que les différences de QI moyens entre les populations proviendraient des différences de contexte socio-économique.

### Effets sociologiques et ré-équilibration
Des effets sociologiques, comme la menace du stéréotype, peuvent pareillement expliquer les différences de performance logique lors des tests de QI entre personnes d’ethnies différentes[réf. nécessaire]. L'effet de la menace du stéréotype étant le suivant : Quand vous devez passer un test d'intelligence où vous êtes dans une position de "menace" (on vous dit que le test que vous allez prendre mesure votre intelligence et prend en compte votre appartenance ethnique), vous allez immédiatement chercher tous les stéréotypes liés à l'intelligence supposée de votre ethnie, et si votre ethnie est considérée comme "moins intelligente", vous stresserez et ne vous arrêterez pas d'occuper votre esprit avec ce fait, en essayant de vous persuader que vous devez tout faire pour ne pas confirmer le stéréotype, ce qui vous fera commettre plus d'erreurs d'attention, en plus de vous faire prendre plus de temps pour répondre aux questions, vous conduisant à avoir réellement des résultats moins bons. Ce test a été réalisé sur des universitaires américains, blancs et noirs, par Claude Steele et Joshua Aranson, en 1995, et les résultats sont exactement ceux attendus par la théorie (lorsque les individus testés y étaient soumis, les noirs apportaient en moyenne moins de bons résultats que les blancs, et lorsque les individus testés n'y étaient pas soumis, les noirs et les blancs obtenaient alors en moyenne les mêmes résultats). L'expérience a aussi été conduite entre blancs et mexicains (où le stéréotype négatif est supposé être assimilé par les mexicains) et blancs et asiatiques (où le stéréotype négatif est supposé être assimilé par les blancs) et montrent les mêmes résultats, impliquant que les différences de QI moyens entre les personnes de différentes ethnies proviendraient d'effet sociologique, comme la Menace du stéréotype. La validité du concept de menace du stéréotype est cependant l'objet de discussion et pour certains chercheurs, les preuves avancées pouvant être très faibles voir non significatives et ce domaine de recherche pouvant faire l'objet de biais de publication.
Également d'autres effets socio-psychologiques, comme l'effet Flynn, montrent une augmentation assez constante du QI dans le monde lors de périodes de temps courtes (de l'ordre de la dizaine d'années), où le QI moyen des noirs en Amérique aurait augmenté de 4 à 7 points entre 1972 et 2002. Ces augmentations se déroulant dans des périodes de temps courtes laissent alors peu de place à l'hypothèse de différences dues à un déterminisme biologique, les mutations génétiques avantageuses ne se diffusant pas à une population en une dizaine d'années[réf. nécessaire]. Cependant la méthodologie et les conclusions de cette étude ont été critiquées .

### Entraînement cognitif et ré-équilibration
L'entraînement cognitif peut, de la même façon, expliquer les différences de performance logique lors des tests de QI entre personnes d’ethnies différentes. En 2016, Sarah Cassidy, Bryan Roche, Dylan Colbert, Ian Stewart et BIan M.Grey, ont montré qu'après un entraînement logique quotidien durant plusieurs mois, sur des adolescents, le QI moyen augmentait de 20 points (où le QI du plus bas individu testé ayant 84 passe alors à 106). D'autres études viennent renforcer ce fait, où des augmentations significatives de points de QI ont aussi été observé lors d’entraînement cognitif (prenant en compte, par ailleurs, d'autres effets pouvant biaiser la réelle efficacité des entraînements, comme l'effet placebo), montrant que les différences de QI moyens entre populations et personnes de différentes ethnies proviendraient d'une inégalité d'entraînement cognitif, et pourrait se rééquilibrer après entraînement.